# Jegi-dong (metropolitana di Seul)
Jegi-dong (제기동역 - 祭基洞驛, Jegi-dong-yeok) è una stazione della metropolitana di Seul servita dalla linea 1 della metropolitana di Seul. Si trova nel quartiere di Dongdaemun-gu, a Seul, in Corea del Sud.

## Linee
Seoul Metro
● Linea 1

## Struttura
La fermata della è costituita da due marciapiedi laterali con i binari al centro, protetti da porte di banchina.
| Direzione Soyosan | ● Linea 1 | per Cheongnyangni, Seongbuk, Uijeongbu, Dongducheon e Soyosan |
| Direzione Seul    | ● Linea 1 | per Seul, Yongsan, Guro, Incheon e Cheonan                    |

## Stazioni adiacenti
| «             | Servizio | »            |
| Linea 1       | Linea 1  | Linea 1      |
| ------------- | -------- | ------------ |
| Cheongnyangni | -        | Sinseol-dong |